# Ахмылина, Лидия Спиридоновна
Лидия Спиридоновна Ахмылина (17 июля 1937 — 12 января 1997) — передовик советского сельского хозяйства, доярка колхоза имени XXII съезда КПСС Кожевниковского района Томской области, Герой Социалистического Труда (1966).

## Биография
Родилась в 1937 году в деревне Ерестная, ныне Кожевниковского района Томской области в крестьянской русской семье Глазыриных.
В 1952 году завершила обучение в шестом классе школы. Стала трудиться дояркой в колхозе имени Сталина (с 1961 года — колхоз XXII съезда КПСС). Постоянно добивалась высоких производственных результатов по надоям. Была лучшей дояркой в районе и неоднократным победителем социалистического соревнования.
Указом Президиума Верховного Совета СССР от 22 марта 1966 года за получение высоких результатов в сельском хозяйстве и рекордные показатели в животноводстве Лидии Спиридоновне Ахмылиной было присвоено звание Героя Социалистического Труда с вручением ордена Ленина и медали "Серп и Молот.
Продолжала и дальше трудиться в сельском хозяйстве, перешла работать в совхоз «Луч» Кожевниковского района.
Избиралась депутатом Томского областного Совета народных депутатов.
Умерла 12 января 1997 года. Похоронена на сельском кладбище в родном селе.

## Награды
За трудовые успехи была удостоена:
- золотая звезда «Серп и Молот» (22.03.1966)
- орден Ленина (22.03.1966)
- другие медали.